# Roberto Ubaldini
Roberto Ubaldini (5 de junho de 1581 - 22 de abril de 1635) foi um bispo e cardeal da Igreja Católica. 
Nasceu em Florença. Foi nomeado Bispo de Montepulciano em 1607. Elevado a cardeal em 1615, foi Prefeito da Sagrada Congregação do Concílio em 1621. Demitiu-se dessa posição em 1623, pouco depois de resignar à posição de bispo. 